# Дамаскінаж
Дамаскування (фр. damasquinage, англ. damascening, ісп. damasquinado) — у ювелірній справі техніка нанесення орнаменту (дамаску) на металі іншим металом; проміжна техніка між скульптурою та гравіруванням; насічка золотих, срібних візерунків на сталевих виробах Інша назва — агеміна (італ. agèmina, від лат. gemina metalla, «подвійний метал»).

## Історія
У XV столітті ця декоративно-художня техніка була завезена в Італію з тодішньої столиці Персії Дамаска, звідси її французька назва.
Французький дослідник старовини Аженкур представив зразок італійської алл'агеміна («Живопис», аркуш 168) на зображенні голівки «Еола» зі скуйовдженим волоссям, виготовленим на золотій пластинці; волосся було вироблене срібними нитками; в інших частинах малюнка — золото. Описаний екземпляр був прикрасою чашечки та знаходився в зібранні абата Мауро Боні (Mauro Boni), який докладно описав свою коштовність в «Memorie per servire alla storia letteraria per l'anno 1799», семестр II, частина I.
1800 року Абат Даніеле Франческоні написав дослідження «Illustrazione di un'Urnetta lavorata All' Agemina» (Венеція, 1800).

## Різновиди
Таушування (від нім. tauschen — «обмінювати» або вставляти) ― це техніка інкрустації, коли на поверхню металу (зазвичай сталі чи заліза) вставляються тонкі дроти або пластини іншого металу, зазвичай дорогоцінного, такого як золото або срібло.

## Галерея

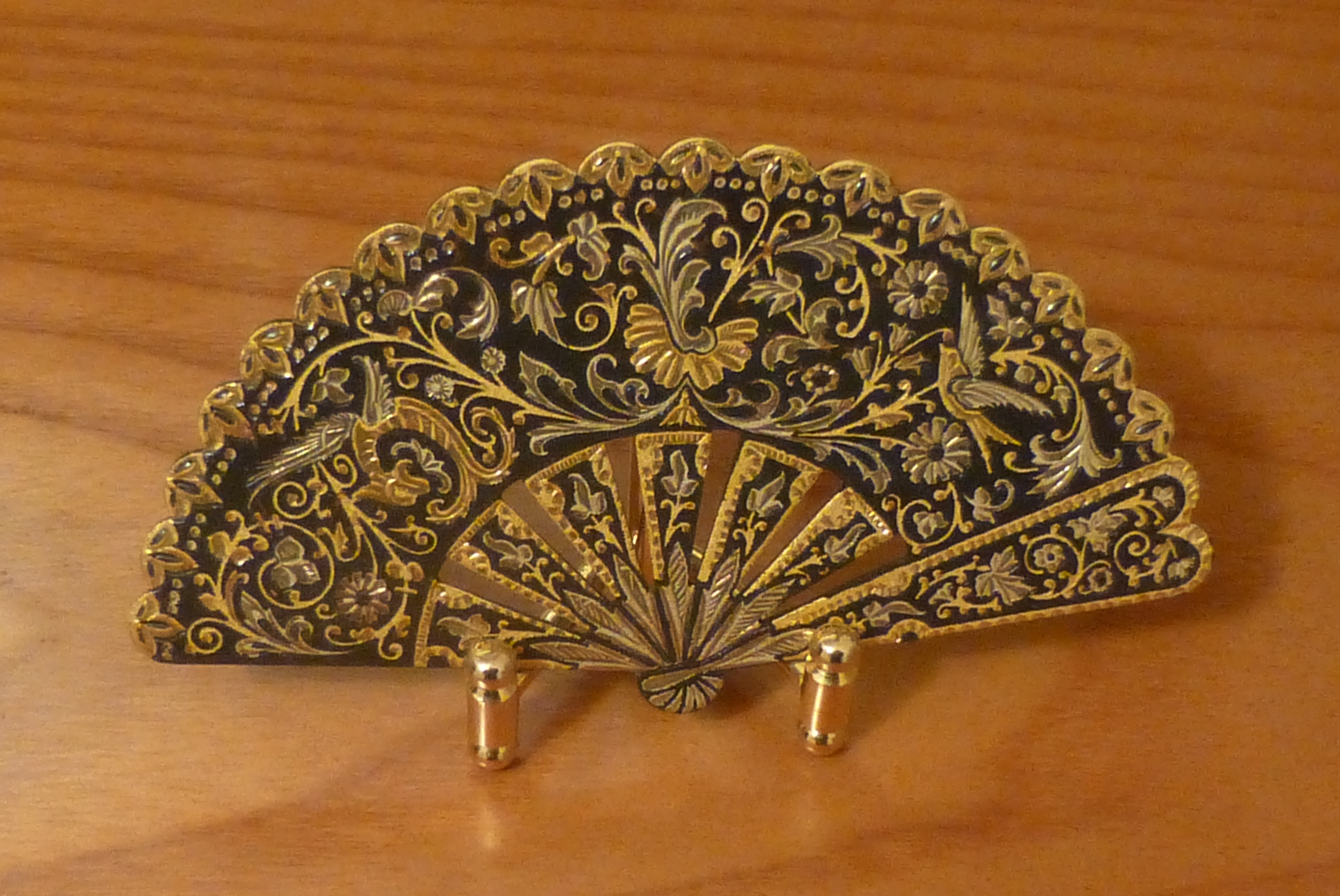
Віяло з дамаскінажем Ейбар (Іспанія)
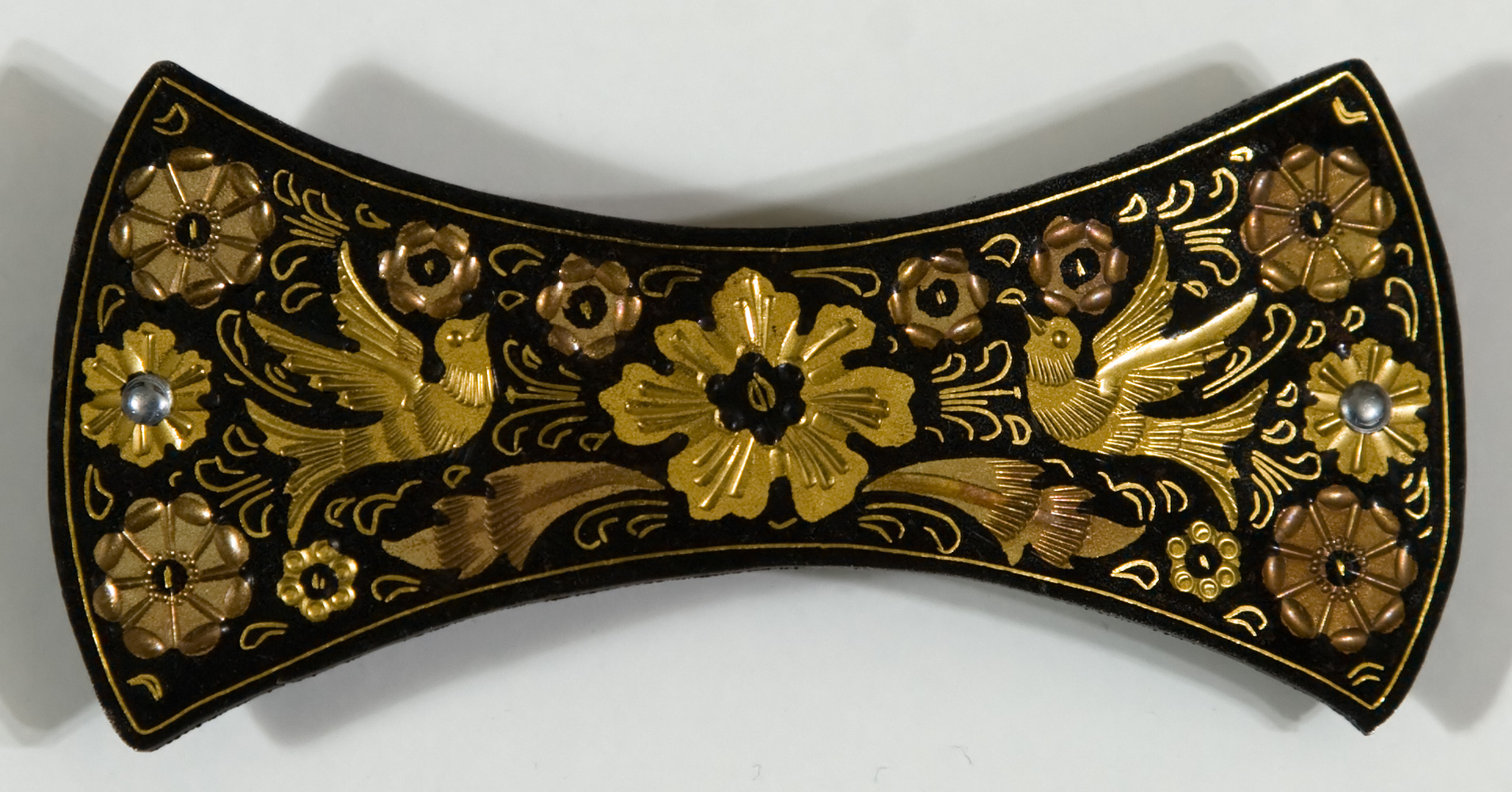
Заколка для волосся з Толедо (Іспанія), оздоблена технікою дамаскінажу
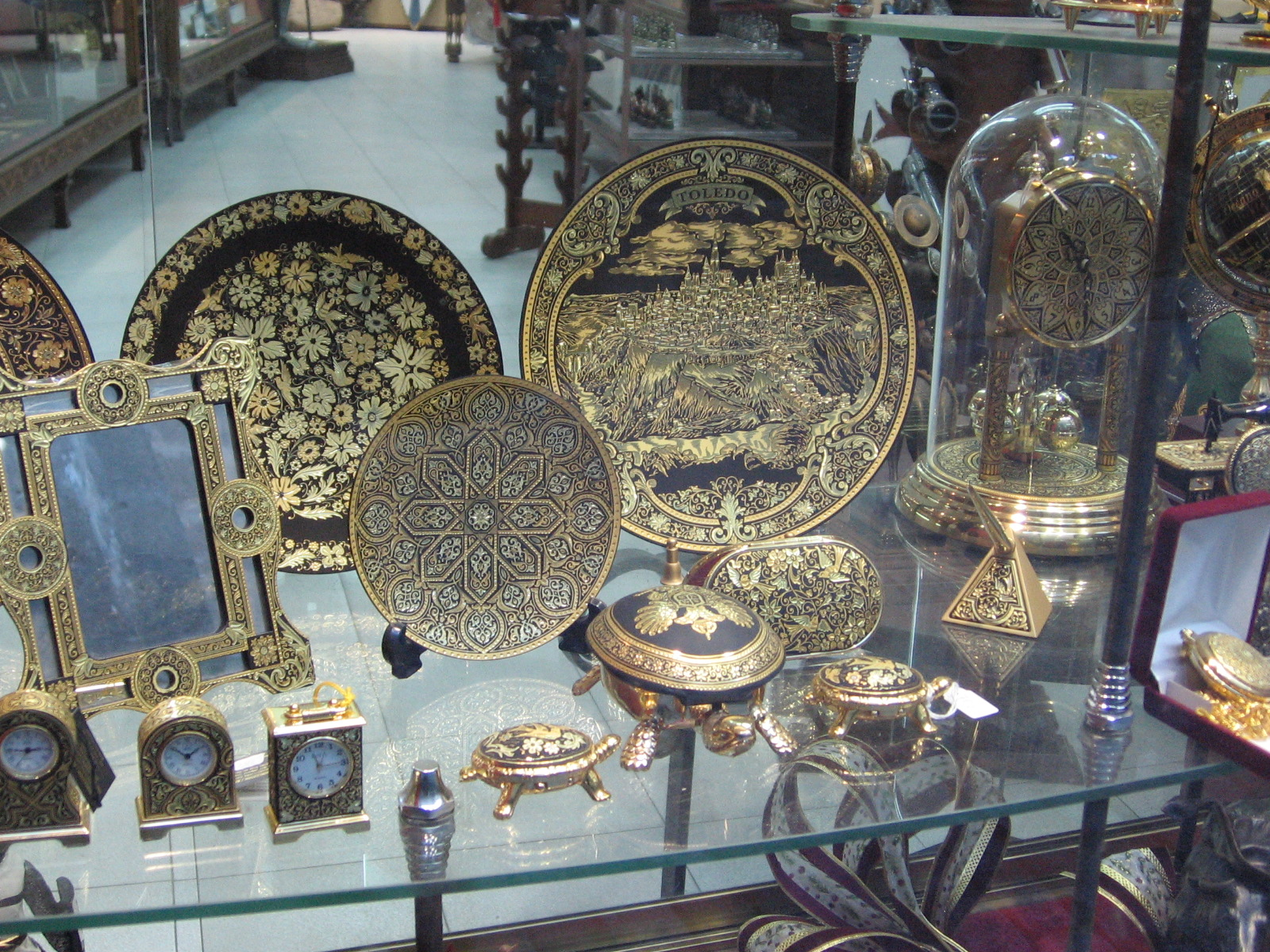
Вироби з дамаскінажем з Толедо (Іспанія)